# Katastrofa PEPCON
Katastrofa w zakładach chemicznych PEPCON – katastrofa przemysłowa, która miała miejsce w Henderson w Nevadzie 4 maja 1988 roku w zakładach chemicznych produkujących utleniacz do paliwa rakietowego Pacific Engineering Production Company of Nevada (PEPCON). W katastrofie zginęły dwie osoby, a ranne zostały 372 (znaczna część w wyniku ran spowodowanych szkłem z wybitych okien). Straty oszacowano na 100 milionów dolarów. W wypadku ucierpiało nawet odległe o prawie 20 km Las Vegas.

## PEPCON
Wytwórnia PEPCON była położona niedaleko miasta Henderson w stanie Nevada, zaledwie 10 mil od Las Vegas. Była jednym z dwóch wytwórców utleniacza wspomagającego spalanie paliwa w silnikach rakietowych - nadchloranu amonu (AP). PEPCON dostarczał paliwo do NASA oraz wojska. Drugi wytwórca, Kerr-McGee znajdował się 2,5 km od PEPCONu i również ucierpiał w wypadku. Pod fabryką biegła także rura gazowa o średnicy półtora metra.
Gdy po katastrofie promu Challenger zawieszono loty promów, nie wydano żadnych poleceń dotyczących składowania paliwa. Ponieważ nie istniały tak wielkie magazyny dla AP, składowano go po prostu na terenie fabryki. Gdy skończyły się aluminiowe kontenery na utleniacz, użyto zwykłych plastikowych beczek do przechowywania materiałów niebezpiecznych. Ulokowano je na terenie starych parkingów. Podczas katastrofy beczki stały się paliwem dla ognia, wspomaganym przez utleniacz wewnątrz. W czasie katastrofy na terenie fabryki znajdowało się 4000 ton AP.
Najbliższym PEPCONowi budynkiem była wytwórnia pianek Kidd & Co. (150 metrów od fabryki). Inne budynki znajdowały się w odległości przynajmniej 3 km od PEPCONu.

## Pożar
Według raportu straży pożarnej, ogień powstał około 11.30 w okolicy oddziału suszącego. Burza uszkodziła stalową ramę ze ścianami i dachem z włókna szklanego. Pracownicy chcieli ją zespawać, co wywołało pożar, który rozprzestrzenił się gwałtownie po ścianach. Ogień wkrótce dosięgnął beczek o pojemności 55 galonów (208 l). Pracownicy próbowali ugasić pożar z pomocą węży i gaśnic, bezskutecznie.
Pierwsza z eksplozji nastąpiła, gdy ok. 15 minut po wybuchu pożaru wybuchła beczka AP. Pracownicy zaczęli uciekać, na piechotę lub samochodami. 75 z 77 pracowników uciekło z miejsca pożaru. Z dwójki pozostałych jeden pozostał, by powiadomić straż pożarną, drugi poruszający się na wózku inwalidzkim nie mógł uciec. Robotnicy z pobliskiej fabryki pianek również uciekli po pierwszej eksplozji.
Ogień rozprzestrzenił się i sięgnął stosu beczek, wywołując drugą eksplozję. Potem ogień skierował się do okolic magazynów wypełnionych aluminiowymi zbiornikami na AP. Nastąpiły dwie małe eksplozje, a potem piąta - najpotężniejsza, około czterech minut po pierwszej. Po eksplozji pozostało już mało paliwa w fabryce i ogień zaczął wygasać, nie licząc kuli ognia generowanej przez pęknięty gazociąg biegnący pod fabryką. Dopływ gazu zamknięto około godziny 13.00.
W sumie nastąpiło siedem eksplozji: dwie największe (druga i piąta) wywołały wstrząsy o sile kolejno 3.0 i 3.5 w skali Richtera. Ogień pochłonął około 8,5 milionów funtów paliwa. Powstał krater głęboki na 4,6 m i szeroki na 61 m.
Eksplozje zarejestrował na wideo Denis Todd, technik telewizyjny, który w czasie pożaru naprawiał wieżę telewizyjną około 2 km dalej.

## Akcja gaśnicza
Szef straży pożarnej w mieście Henderson zauważył słup ognia i dymu z remizy około 2,5 km od fabryki i natychmiast wysłał swoje jednostki do walki z pożarem. Gdy dotarli, fabrykę pochłaniała kula ognia o średnicy 30 m. Dziesiątki ludzi uciekało z terenów zagrożonych pożarem.
Gdy około 11.54 strażacy dotarli na miejsce, nastąpiła pierwsza wielka eksplozja, która wytworzyła falę uderzeniową i potrzaskała szyby w ich autach, zasypując szefa straży i jego towarzyszy szkłem. Wówczas jednostki straży pożarnej opuściły miejsce katastrofy.
Druga eksplozja niemal całkiem zniszczyła pojazd dowódcy, ale zdołał on zawieźć swoich rannych pasażerów do szpitala.
Do walki z dogasającym pożarem ruszyły także jednostki z Clark County i okolicy.
Policja Las Vegas, policja stanu Nevada i Gwardia Narodowa ewakuowały ośmiokilometrową strefę zagrożenia wokół fabryki, zwłaszcza okolic po zawietrznej. Drogi zostały zamknięte, aby powstrzymać potok uciekających i gapiów, tworząc korek, którego rozładowanie zajęło 2 godziny.
Około godziny po pierwszej eksplozji władze ostrzegły mieszkańców, że produkty pożaru mogą działać drażniąco na drogi oddechowe, ale uspokajały, że nie są bardzo toksyczne. Także zagrożenie kolejnych eksplozji po piątym wybuchu uznano za niewielkie. Plany, by strefę zagrożenia rozszerzyć do 16 km, wkrótce zarzucono. Mimo to, kilka osób doznało podrażnienia górnych dróg oddechowych w promieniu 48 km.

## Po katastrofie
Eksplozje zniszczyły doszczętnie fabrykę PEPCON i wytwórnię pianek. W promieniu 2,5 km zanotowano poważne zniszczenia, w tym spalone samochody, uszkodzenia budynków i powalone słupy elektryczne. Mniejsze uszkodzenia odnotowano w promieniu 5 km.
W sumie obszar zniszczeń sięgnął 16 km: stłuczone szyby, wyrwane drzwi, potrzaskane ściany i obrażenia od stłuczonego szkła zanotowano także w Las Vegas. Łącznie w związku z wybuchem złożono około 17 000 wniosków o odszkodowania z czego około 12 000 dotyczyło wybitych szyb w oknach.
Śledztwo ustaliło, że największa eksplozja mogła mieć siłę 1 kt (bomba Little Boy zrzucony na Hiroshime posiadała moc równoważną około 15 kt).
Ponieważ ubezpieczenie PEPCONu liczyło jedynie 1 mln $, nie wszyscy pracownicy otrzymali odszkodowania.
Po wypadku firma zmieniła nazwę na Western Electrochemical Co. i zbudowała nową fabrykę w wyludnionej okolicy 23 km. od Cedar City w stanie Utah. Dnia 30 lipca 1997 r. eksplozja w tych zakładach zabiła jedną osobę, a trzy raniła.